# Kynea數
Kynea數（英語：Kynea number）是以下形式的整數：
{\displaystyle 4^{n}+2^{n+1}-1}.
等效公式為
{\displaystyle (2^{n}+1)^{2}-2}.
這表示Kynea數是4的n次冪加上第n+1个梅森數。
克萊因斯·伊曼紐爾（Cletus Emmanuel）發現了Kynea數，他以自己女儿的名字（Kynea）去命名。
Kynea數列：
7，23，79，287，1087，4223，16639，66047，263167，1050623，4198399，16785407，…（OEIS數列A093069）。

## 性質
第n個Kynea數的二進制表示是單個前導1，後跟n-1個連續的零，然後是n+1個連續的1。或者代數地表示：
{\displaystyle 4^{n}+\sum _{i=0}^{n}2^{i}.}
例如，二進制下23是10111，79是1001111，依此類推。第n個Kynea數與第n個Carol數之間的差是{\displaystyle 2^{n+1}}。

## Kynea素数
每第1,4,7,10……个Kynea数为7的倍数，因此如果一个Kynea数是素数，那么其指数必定不为{\displaystyle 3x+1}的形式。已知的头几个Kynea素数为7, 23, 79, 1087, 66047, 263167, 16785407 （OEIS數列A091514），其指数为1, 2, 3, 5, 8, 9, 12, 15, 17, 18, 21, 23, 27, 32, 51, 65, 87, 180, 242, 467, ... （OEIS數列A091513）。
截止2019年7月，已知的最大Kynea素数为第852770个Kynea数，是一个513419位数。此数由Ryan Propper用CKSieve和PrimeFormGW软件发现。这也是第51个Kynea素数。

## 外部連結
- 埃里克·韦斯坦因. . MathWorld.
- Prime Database entry for Kynea(661478) （页面存档备份，存于）
- Carol and Kynea Primes （页面存档备份，存于）
- Carol and Kynea Prime Search （页面存档备份，存于）
- Carol-Kynea prime （页面存档备份，存于） in Prime wiki

Template:Classes of natural numbers